# Gap-Analyse (Ökologie)
Gap-Analyse (Gap=englisch für "Lücke") ist ein Begriff aus der rezenten Ökologie. Mit Hilfe der Gap-Analyse werden zum Erhalt der biologischen Artenvielfalt (Biodiversität) benötigte Flächen bzw. Ökosysteme identifiziert.
Gap-Analysen beruhen auf der Erkenntnis, dass die Unter-Schutz-Stellung einzelner Tier- oder Pflanzenarten häufig nicht wirksam genug ist; oft kann erst die Identifizierung und Unter-Schutz-Stellung größerer Lebensräume helfen, die Artenvielfalt nachhaltig zu bewahren. Der englische Begriff "Gap" (deutsch: Lücke) bezieht sich darauf, dass hier Lücken zwischen artenreichen Gebieten mit hohem Schutzbedarf, und tatsächlich existierenden Schutzgebieten identifiziert werden. Die Ergebnisse können anschließend im Idealfall in die künftige Schutzgebietsplanung (Biotopverbund) einfließen.
Grundlage der Analyse ist zunächst die Erhebung des Vorkommens (Kartierung) bestimmter Tier- und Pflanzenarten bzw. der Biodiversität im Untersuchungsgebiet. Da dies oft nicht vollständig möglich ist, wird aus den Kartierungsresultaten der potenzielle Lebensraum (Habitat) der einzelnen Arten modelliert (unter Verwendung anderer, bekannter Faktoren wie Klima, Topographie, Landnutzung etc.). Diese Ergebnisse werden dann zu Karten, die den Gesamtartenreichtum zeigen, zusammengeführt. Bei den einzelnen Analyseschritten bedient man sich häufig geostatistischer Methoden, meist unterstützt durch Geographische Informationssysteme (GIS).